# 普里韦尔诺
普里韦尔诺（義大利語：Priverno），是意大利拉蒂纳省的一个市镇。总面积56.81平方公里，人口14317人，人口密度252.0人/平方公里（2009年）。ISTAT代码为059019。